# Comuna Vovciîk, Lubnî
Vovciîk (în ucraineană Вовчик) este o comună în raionul Lubnî, regiunea Poltava, Ucraina, formată din satele Kuzubivka, Vîsacikî, Vovcea Dolîna și Vovciîk (reședința).

## Demografie
Componența lingvistică a comunei Vovciîk
     Ucraineană (97,69%)
     Rusă (1,38%)
     Alte limbi (0,92%)
Conform recensământului din 2001, majoritatea populației comunei Vovciîk era vorbitoare de ucraineană (97,69%), existând în minoritate și vorbitori de rusă (1,38%).